# Rete tranviaria di Praga
La rete tranviaria di Praga è la rete tranviaria che serve la capitale ceca di Praga. Composta da ventidue linee giornaliere e nove linee notturne, è gestita dalla società Dopravní podnik hlavního města Prahy. La rete è la più estesa della Repubblica Ceca. Nel 2008 i passeggeri trasportati in un anno ammontavano a circa 356 milioni. A Praga attualmente si sta effettuando una grande consegna di tram nuovi Škoda 15t ForCity (come quello sull'immagine qui a destra), in tutto la consegna prevede 250 tram nuovi. Tra il 2010 e il 2015 sono già stati consegnati 125 tram nuovi che saranno seguiti da una versione più innovativa costituita da altri 125 tram che saranno consegnati entro il 2018, quando rappresenteranno circa il 75% dei tram in servizio.

## Storia
Nel 1875 è entrata in funzione la prima linea non elettrificata con mezzi trainati da cavalli. La prima linea elettrificata risale al 1891 ed era di František Křižík.

## Depositi
A Praga sono presenti otto depositi per tram: Vozovna Hloubětín, Vozovna Kobylisy, Vozovna Motol, Vozovna Pankrác, Vozovna Strašnice, Vozovna Střešovice (solo linea storica), Vozovna Vokovice, Vozovna Žižkov.

## Rete
A Praga ci sono 141 chilometri di rete che sono tutti elettrificati e a binari doppi (tranne un breve tratto a Malá Strana che è a binario unico).